# Memorial Stadium (Lincoln)

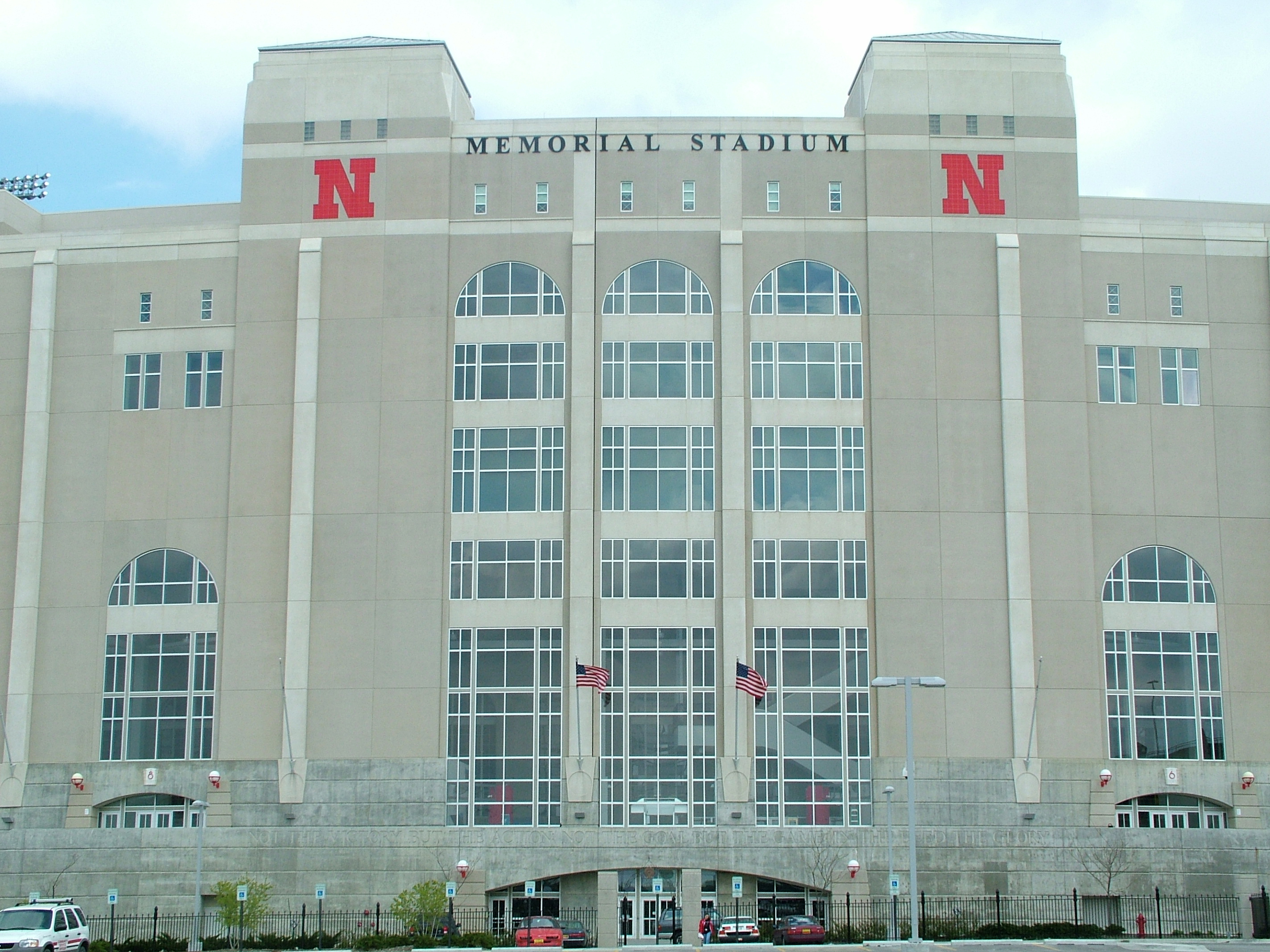
Westfassade des Stadions

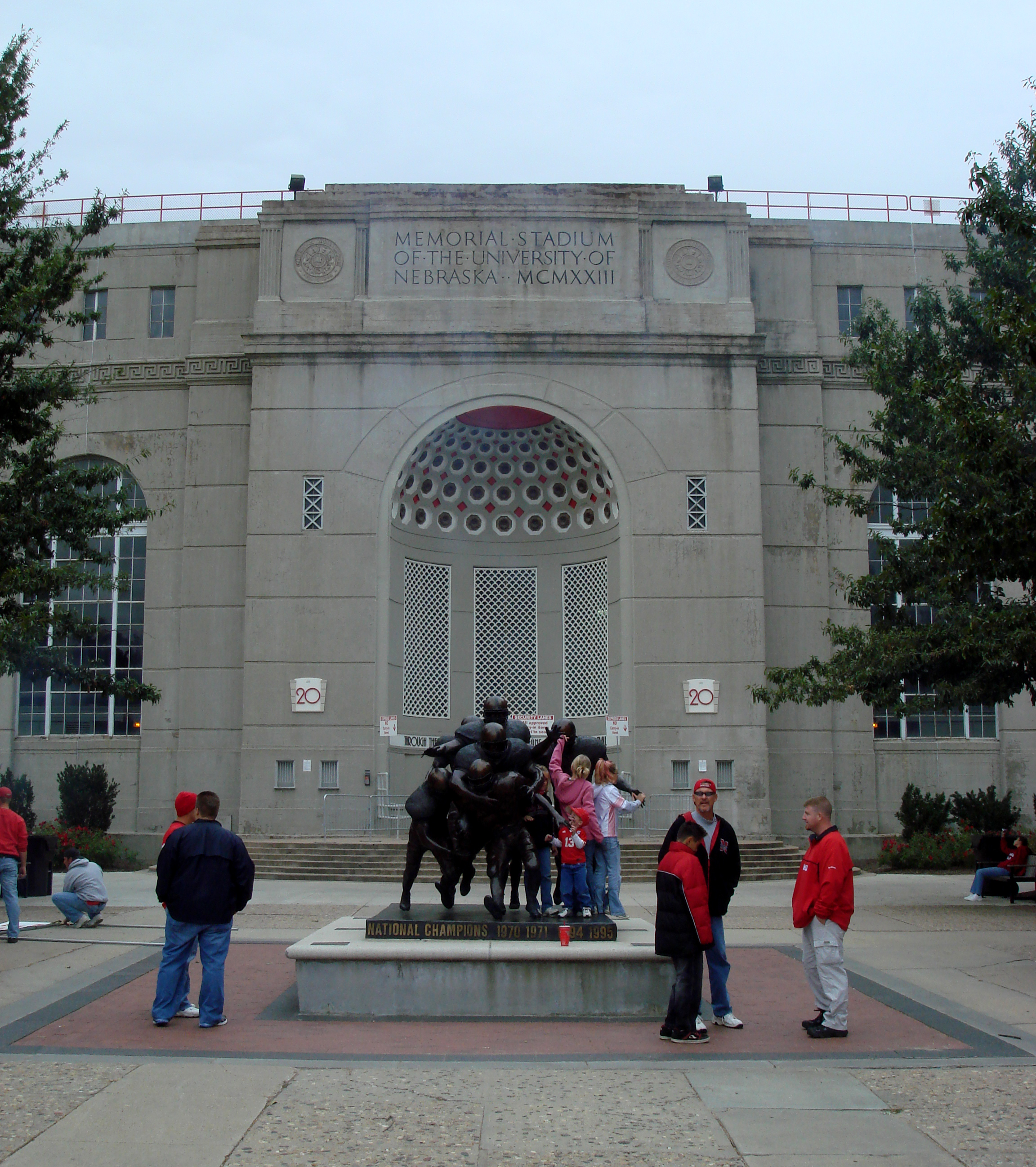
Ostfassade des Stadions

Das Memorial Stadium ist ein Football-Stadion auf dem Campus der University of Nebraska-Lincoln (UNL) in Lincoln, Nebraska. Es dient als Austragungsort für die Heimspiele des College-Teams Nebraska Cornhuskers, das in der Big Ten Conference spielt. Das Stadion hat eine Zuschauerkapazität von 86.047 und hält den NCAA-Rekord von 375 ausverkauften Spielen in Serie. Die Serie begann 1962 und hält bis heute an. 

## Geschichte
Im Herbst 1922 wurden von Professoren, Studenten, Ehemaligen und Freunden der Universität insgesamt 430.000 US-Dollar aufgetrieben, um in Lincoln ein neues Football-Stadion zu bauen. Das Stadion wurde vom Architekten John Latenser, Sr. entworfen und in Memorial Stadium benannt, um die Bürger von Nebraska zu ehren, die im Sezessionskrieg und im Spanisch-Amerikanischen Krieg gedient haben und den 751 Nebraskanern, die im Ersten Weltkrieg gefallen sind. Später würde das Stadion auch die 3839 Nebraskaner ehren, die im Zweiten Weltkrieg starben, sowie den 225 in Korea und den 422 in Vietnam. 
Die Bauzeit des Stadions betrug nur gerade 90 Tage und am 20. Oktober 1923 wurde das Stadion eröffnet. Die ursprüngliche Zuschauerkapazität betrug rund 31.000. Seither wurde das Stadion sechsmal erweitert und renoviert. Zuerst bestanden nur eine westliche und eine östliche Seitentribüne. Zwischen 1964 und 1972 in vier Bauphasen weitere Sitze in der Nord- und Südkurve gebaut und das Stadion somit geschlossen. Nach diesen Erweiterungen betrug die Kapazität schließlich 74.000. Bei einer Erweiterung im Jahre 1999 wurden schließlich 42 Logenplätze hinzugefügt. Die Spielfläche wurde zeitgleich nach dem zurücktretenden Coach Tom Osborne benannt. 2004 begann die bisher letzte Erweiterung und erhöhte die Kapazität um weitere 6000 Plätze auf derzeit 81.067. 
Seit 1970 wird im Stadion auf Kunstrasen gespielt. Zuerst wurde die Marke AstroTurf verwendet und seit 1999 wird auf FieldTurf gespielt.
Am 30. August 2023 fand im Memorial eine Austragung der College-Volleyballmeisterschaften der Frauen zwischen den Nebraska Huskers (der University of Nebraska-Lincoln) und den Omaha Mavericks statt, das das Lincoln Memorial Stadion mit 92.003 Zuschauern füllte und damit mehrere Rekorde brach; die Austragung wurde das Frauensportevent mit den weltweit meisten Zuschauern nach dem Frauenfußballweltmeisterschaftsspiel im Jahr 1971 zwischen Mexiko und Dänemark (bei dem 110.000 Zuschauer im Aztekenstadion waren, zuvor war dies eine UEFA Women’s Champions League 2021/22-Begegnung, zwischen FC Barcelona und VfL Wolfsburg im April 2022, bei dem 91.648 Zuschauer im Camp Nou waren) und damit auch das Frauensportevent mit den meisten Zuschauern in den USA (zuvor war dies das Finale der Frauenfußball-WM 1999 zwischen den USA und China im Rose Bowl Stadium, bei dem 90.185 Zuschauer waren). Der vorherige Rekord für ein College-Volleyballspiel der Frauen lag bei 18.755 Zuschauern.

## Veranstaltungen
Am 19. September 1987 fand hier das Wohltätigkeitskonzert Farm Aid III statt, zu Gunsten von familiär geführten landwirtschaftlichen Betrieben („family farms“) in den USA.